# Recital of the Script
Recital of the Script è il primo album video del gruppo musicale britannico Marillion, pubblicato nel 1983 dalla Picture Music.

## Descrizione
Contiene la registrazione di un concerto tenuto dal gruppo nel corso dell'anno presso l'Hammersmith Apollo di Londra.
Nel 2003 la EMI ha ripubblicato Recital of the Script nel formato DVD con l'aggiunta di alcuni extra tratti dal concerto tenuto nel 1982 al Marquee Club di Londra.

## Tracce
Testi e musiche di Derek Dick, Mark Kelly, Steve Rothery, Peter Trewavas e Michael Pointer, eccetto dove indicato.

### VHS
1. Script for a Jester's Tear
2. Garden Party (Derek Dick, Mark Kelly, Steve Rothery, Peter Trewavas, Michael Pointer, Brian Jellyman, Diz Minnett)
3. Chelsea Monday
4. He Knows You Know (Derek Dick, Mark Kelly, Steve Rothery, Peter Trewavas, Michael Pointer, Brian Jellyman, Diz Minnett)
5. Forgotten Sons (Derek Dick, Mark Kelly, Steve Rothery, Peter Trewavas, Michael Pointer, Brian Jellyman, Diz Minnett)
6. Market Square Heroes (Derek Dick, Mark Kelly, Steve Rothery, Peter Trewavas, Michael Pointer, Diz Minnett)

### DVD
1. Script for a Jester's Tear – 8:47
2. Garden Party – 7:00 (Derek Dick, Mark Kelly, Steve Rothery, Peter Trewavas, Michael Pointer, Brian Jellyman, Diz Minnett)
3. The Web – 10:07 (Derek Dick, Mark Kelly, Steve Rothery, Peter Trewavas, Michael Pointer, Brian Jellyman)
4. Chelsea Monday – 7:45
5. He Knows You Know – 6:24 (Derek Dick, Mark Kelly, Steve Rothery, Peter Trewavas, Michael Pointer, Brian Jellyman, Diz Minnett)
6. Forgotten Sons – 13:59 (Derek Dick, Mark Kelly, Steve Rothery, Peter Trewavas, Michael Pointer, Brian Jellyman, Diz Minnett)
7. Market Square Heroes – 8:29 (Derek Dick, Mark Kelly, Steve Rothery, Peter Trewavas, Michael Pointer, Diz Minnett)
8. Grendel – 19:07 (Derek Dick, Mark Kelly, Steve Rothery, Peter Trewavas, Michael Pointer, Brian Jellyman, Diz Minnett)

- Extras

1. He Knows You Know – 5:22 (Derek Dick, Mark Kelly, Steve Rothery, Peter Trewavas, Michael Pointer, Brian Jellyman, Diz Minnett)
2. Backstage – 1:03
3. Market Square Heroes (Excerpt) – 1:32 (Derek Dick, Mark Kelly, Steve Rothery, Peter Trewavas, Michael Pointer, Diz Minnett)
4. Fish Interview – 3:05

### CD
Il 13 luglio 2009 la EMI ha pubblicato l'edizione audio integrale di Recital of the Script, composta da due dischi.
CD 1
1. Script for a Jester's Tear – 8:46
2. Garden Party – 7:15 (Derek Dick, Mark Kelly, Steve Rothery, Peter Trewavas, Michael Pointer, Brian Jellyman, Diz Minnett)
3. Three Boats Down from the Candy – 7:44
4. The Web – 12:00 (Derek Dick, Mark Kelly, Steve Rothery, Peter Trewavas, Michael Pointer, Brian Jellyman)
5. Charting the Single – 6:18
6. Chelsea Monday – 7:48

CD 2
1. He Knows You Know – 6:17 (Derek Dick, Mark Kelly, Steve Rothery, Peter Trewavas, Michael Pointer, Brian Jellyman, Diz Minnett)
2. Forgotten Sons – 14:17 (Derek Dick, Mark Kelly, Steve Rothery, Peter Trewavas, Michael Pointer, Brian Jellyman, Diz Minnett)
3. Market Square Heroes – 8:05 (Derek Dick, Mark Kelly, Steve Rothery, Peter Trewavas, Michael Pointer, Diz Minnett)
4. Grendel – 18:54 (Derek Dick, Mark Kelly, Steve Rothery, Peter Trewavas, Michael Pointer, Brian Jellyman, Diz Minnett)

## Formazione
- Fish – voce
- Steve Rothery – chitarra
- Pete Trewavas – basso, voce
- Mark Kelly – tastiere
- Mick Pointer – batteria